# АДФ-рибозилирование

АДФ-рибоза

АДФ-рибозили́рование (англ. ADP-ribosylation) — химическая реакция присоединения одного или нескольких остатков АДФ-рибозы к белку. Это обратимая посттрансляционная модификация, которая играет важную роль во многих клеточных процессах, таких как передача сигнала, репарация ДНК, регуляция экспрессии генов и апоптоз. Неправильное АДФ-рибозилирование наблюдается при некоторых формах рака. Многие бактериальные токсины, такие как холерный токсин и дифтерийный токсин, влияют на АДФ-рибозилирование.

## История изучения
Первые предположения о существовании такой посттрансляционной модификации белков, как АДФ-рибозилирование, появились в 1960-х. В это время Пьер Шамбон и сотрудники обнаружили, что АТФ поглощается экстрактом ядер курицы. Последующие исследования показали, что в реакцию вступала АДФ-рибоза — производное NAD+. Через несколько лет был идентифицирован фермент, который присоединяет АДФ-рибозу к белкам, его назвали поли(АДФ-рибоза)полимеразой. Поначалу думали, что поли-(АДФ-рибоза) представляет собой линейную цепочку из остатков АДФ-рибозы, соединённых гликозидными связями. Позднее было показано, что через каждые 20—30 остатков цепь может ветвиться.
Моно-АДФ-рибозилирование было описано несколько лет спустя, когда было обнаружено, что для того, чтобы дифтерийный токсин был активен, необходим NAD+. Токсин активируется при присоединении к нему одного остатка АДФ-рибозы ферментом моно-АДФ-рибозилтрансферазой. Первоначально считалось, что поли-АДФ-рибозилирование участвует только в регуляции экспрессии генов. Однако по мере того как находили новые ферменты, осуществляющие АДФ-рибозилирование, становилось очевидным разностороннее функциональное значение этой модификации. Хотя первый известный фермент млекопитающих, способный осуществлять поли-АДФ-рибозилирование, был открыт в конце 1980-х, следующие белки млекопитающих с такой активностью были описаны лишь спустя 15 лет. В конце 1980-х также были открыты ферменты АДФ-рибозилциклазы, которые катализируют присоединение к белкам циклической АДФ-рибозы. Оказалось, что белки семейства сиртуинов, которые могут катализировать NAD+-зависимое деацетилирование, обладают также моно-АДФ-рибозилтрансферазной активностью.

## Каталитический механизм

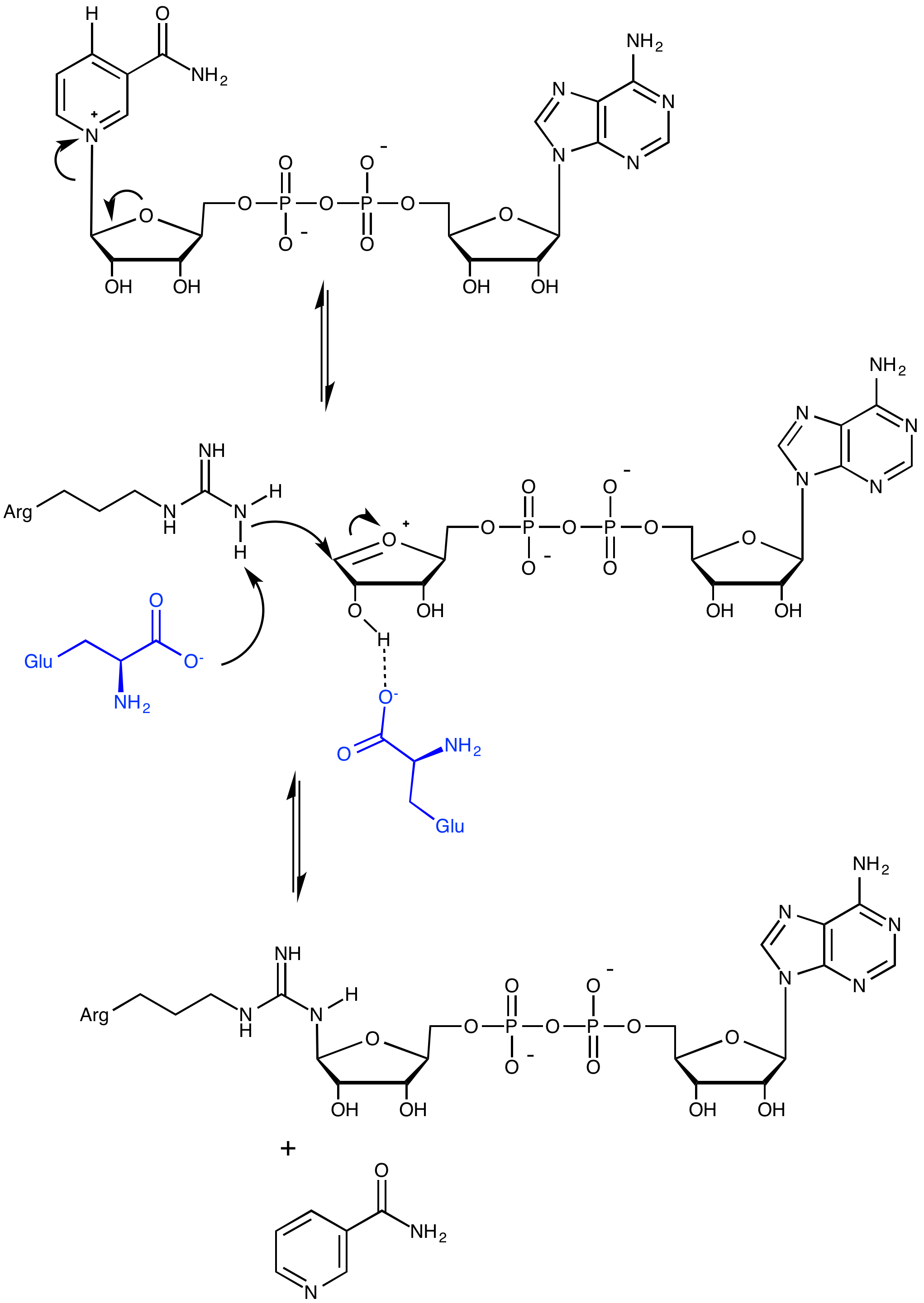
Механизм АДФ-рибозилирования. Аминокислотные остатки фермента, катализирующего реакцию, выделены синим

Как правило, источником остатков АДФ-рибозы служит NAD+. В этой реакции переноса N-гликозидная связь в NAD+, которая связывает АДФ-рибозу с никотинамидной группой, разрывается, после чего боковая группа модифицируемой аминокислоты осуществляет нуклеофильную атаку. АДФ-рибозилтрансферазы катализируют реакции двух видов: моно-АДФ-рибозилирование и поли-АДФ-рибозилирование.

### Моно-АДФ-рибозилирование
Моно-АДФ-рибозилтрансферазы чаще всего катализируют присоединение одного остатка АДФ-рибозы к боковой цепи аргинина при помощи особого мотива (R-S-EXE). Сначала разрывается связь между АДФ-рибозой и никотинамидом с формированием иона оксония. Затем боковая цепь аргинина модифицируемого белка выступает в роли нуклеофила и атакует электрофильный атом углерода рядом с ионом оксония. Перед нуклеофильной атакой аргинин депротонируется остатком глутамата фермента. Другой консервативный остаток глутамата формирует водородную связь с одной из гидроксильных групп рибозы, что облегчает протекание нуклеофильной атаки. В результате разрыва связь никотинамид высвобождается. Модификацию могут убрать ферменты АДФ-рибозилгидролазы, которые разрывают N-гликозидную связь между аргинином и рибозой с высвобождением АДФ-рибозы и немодифицированного белка. Однако в обратной реакции NAD+ не образуется.

### Поли-АДФ-рибозилирование
Поли(АДФ-рибозо)полимеразы (англ. Poly-(ADP-ribose) polymerases, PARP) встречаются преимущественно у эукариот и катализируют присоединение нескольких остатков АДФ-рибозы к белку. Как и при моно-АДФ-рибозилировании, источником АДФ-рибозы служит NAD+. PARP используют каталитическую триаду His-Tyr-Glu для усиления связывания с NAD+ и присоединения собранной цепочки поли-АДФ-рибозы к белку. Остаток глутамата облегчает формирование О-гликозидной связи между двумя остатками рибозы. Существует несколько других ферментов, которые распознают цепочки поли-АДФ-рибозы, гидролизуют их или формируют разветвления. Мотивы, которые с той или иной силой могут связываться с поли-АДФ-рибозой, найдены у более чем 800 белков. Поэтому поли-АДФ-рибозилирование не только меняет структуру и конформацию белка, но может также привлекать к нему другие белки.

## Аминокислотная специфичность
В качестве акцепторов АДФ-рибозной группы могут выступать боковые цепи многих аминокислот. С химической точки зрения, поли-АДФ-рибозилирование представляет собой гликозилирование: нуклеофильную атаку, необходимую для формирования связи с рибозой в составе АДФ-рибозы, могут осуществлять атомы кислорода, азота или серы боковых цепей аминокислот. Первоначально считалось, что мишенями АДФ-гликозилирования выступают остатки глутамата и аспартата. Однако впоследствии было показано, что АДФ-рибозилированию могут подвергаться также остатки серина, аргинина, цистеина, лизина, дифтамида, фосфосерина и аспарагина.

## Биологические функции

### Апоптоз
PARP активируются при повреждении ДНК или клеточном стрессе, из-за чего увеличивается количество поли-АДФ-рибозы и снижается количество NAD+. Более 10 лет считалось, что единственной поли-АДФ-полимеразой в клетках млекопитающих является PARP1, поэтому из всех поли-АДФ-полимераз этот фермент изучен наиболее хорошо. При апоптозе активированные каспазы разрезают PARP1 на два фрагмента, полностью инактивируя фермент и ограничивая тем самым образование поли-АДФ-рибозы. Один из образовавшихся фрагментов перемещается из ядра в цитоплазму и, как принято считать, становится аутоантигеном. При другой форме программируемой клеточной гибели, партанатозе, происходит накопление поли-АДФ-рибозы, вызванное активацией PARP или инактивацией поли(АДФ-рибоза)гликогидролазы — фермента, который гидролизует поли-АДФ-рибозу с образованием свободной АДФ-рибозы. При апоптозе поли-АДФ-рибоза вызывает перемещение в ядро белков, которые запускают фрагментацию ДНК. Гиперактивация PARP приводит к некротической гибели клетки, регулируемой фактором некроза опухоли. По пока не ясному механизму ингибиторы PARP влияют на некроптоз.

### Регуляция экспрессии генов
АДФ-рибозилирование может оказывать влияние на экспрессию генов почти на каждом этапе, в том числе через организацию хроматина, связывание факторов транскрипции и процессинг мРНК. PARP1 может влиять на структуру хроматина за счёт внесения посттрансляционных модификаций на хвосты гистонов. PARP могут также влиять на структуру факторов транскрипции и их взаимодействия между собой и с промоторами. Например, моно-АДФ-рибозилтрансфераза PARP14 влияет на связывание с промотором транскрипционного фактора STAT. Другие АДФ-рибозилтрансферазы модифицируют белки, взаимодействующие с мРНК, что может привести к сайленсингу соответствующих генов.

### Репарация ДНК
PARP могут принимать участие в репарации одно- и двуцепочечных разрывов в ДНК. Например, PARP1 связывается с ДНК в месте одноцепочечного разрыва и начинает синтезировать поли-АДФ-рибозу, с которой взаимодействует белок XRCC1. Он привлекает к месту разрыва другие белки, участвующие в репарации: полинуклеотидкиназу, которая обрабатывает концы ДНК при эксцизионной репарации оснований, и апратаксин, который участвует в репарации одноцепочечных разрывов и негомологичном соединении концов.
PARP1 задействована и в репарации двуцепочечных разрывов, например, в негомологичном соединении концов. Также, вероятно, она замедляет движение репликативной вилки после повреждения ДНК и способствует гомологичной рекомбинации. Возможно, PARP1 участвует в репарации двуцепочечных разрывов вместе с PARP3. Существует две гипотезы о характере их совместного действия. Во-первых, они могут функционально заменять друг друга при утрате второй поли-АДФ-рибозилтрансферазы. Согласно другой гипотезе, PARP3 осуществляет моно-АДФ-рибозилирование или синтезирует короткие цепочки из остатков поли-АДФ-рибозы, а также активирует PARP1, которая достраивает их до протяжённых цепей. 

### Разрушение белков
Главным молекулярным механизмом внутриклеточного разрушения дефектных белков является убиквитин-протеасомная система. АДФ-рибозилтрасфераза танкираза (TNKS) взаимодействует с регулятором протеасом PI31. Как было показано на клетках дрозофилы и человека, анкириновый домен TNKS облегчает взаимодействие с N-концевым связывающим мотивом и C-концевым доменом HbYX белка PI31. Это взаимодействие способствует АДФ-рибозилированию PI31 PARP-доменом танкиразы. Кроме того, обработка клеток дрозофилы ингибитором TNKS, известным как XAV939, нарушает работу 26S-субъединицы протеасомы. Более того, поли-АДФ-рибозилированный PI31 не может больше ингибировать активность α-субъединиц 20S-субъединицы протеасомы. Таким образом, поли-АДФ-рибозилирование PI31, опосредуемое танкиразой, оказывает влияние на работу протеасомы.

## Клиническое значение

### Рак
Как обсуждалось выше, PARP1 принимает участие в репарации одно- и двуцепочечных разрывов ДНК, а также регулируют апоптоз. По этой причине клетки с пониженной активностью PARP1 имеют предрасположенность к злокачественному перерождению. Многие другие PARP также препятствуют образованию раковых клеток. PARP2 участвует в репарации ДНК, PARP3 регулирует удвоение центросом, а танкираза задействована в регуляции длины теломер. При этом полное ингибирование PARP является одним из используемых в настоящее время подходов в лечении рака, поскольку клетки, лишённые хотя бы одной из PARP, быстро погибают. Например, ингибирование PARP1 в раковых клетках вызывает их гибель из-за многочисленных повреждений ДНК. PARP14, вероятно, связана со степенью агрессивности B-клеточных лимфом.

### Бактериальные токсины

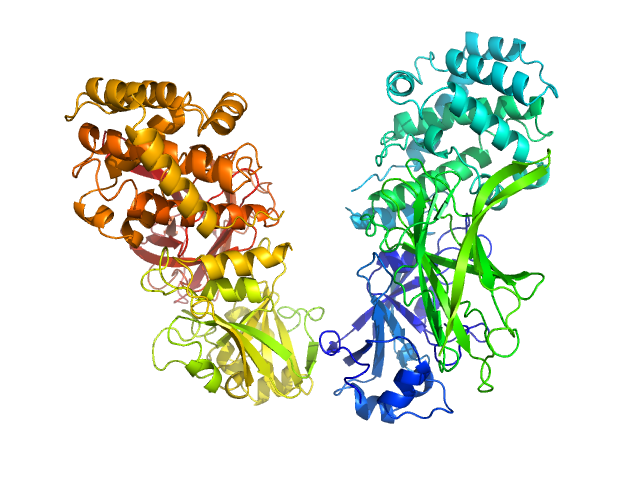
Кристаллическая структура дифтерийного токсина. PDB: 1MDT

Бактериальные АДФ-рибозилирующие экзотоксины осуществляют ковалентное присоединение остатка АДФ-рибозы с NAD+ на белок заражённого эукариотического организма. Например, холерный токсин и один из энтеротоксинов АДФ-рибозилируют α-субъединицу гетеротримерных G-белков. В АДФ-рибозилированном состоянии α-субъединица постоянно активна и связана с ГТФ, поэтому в клетке происходит постоянный синтез цАМФ, что стимулирует выход воды и ионов из клеток кишечного эпителия. C3-токсин Clostridium botulinum АДФ-рибозилирует ГТФ-связывающие белки Rho и Ras, коклюшный токсин также осуществляет АДФ-рибозилирование G-белков. При дифтерии АДФ-рибозилируется фактор элонгации трансляции EF-2, что мешает синтезу белка. Кроме перечисленных бактерий, АДФ-рибозилирующие токсины выделяют клетки Pseudomonas aeruginosa (экзотоксин A).